# Franklin Skeete
Franklin „Skeets“ Skeete (* 1917; † unbekannt) war ein US-amerikanischer Jazz- und Rhythm-&-Blues-Musiker (Kontrabass).

## Leben und Wirken
Skeete leistete während des Zweiten Weltkriegs seinen Militärdienst in der US Army ab und war an der Befreiung Frankreichs durch die alliierten Truppen beteiligt. Nach Kriegsende war er in Frankreich gemeinsam mit John Lewis und Kenny Clarke bei der Truppenunterhaltung tätig. Nach seiner Rückkehr in die Vereinigten Staaten 1946 spielte er u. a. mit Dickie Thompson & His Blue Five (u. a. mit John Hardee und Teddy Brannon), an dessen Aufnahmen für Signature Records er mitwirkte. In den folgenden Jahren arbeitete er weiterhin mit Morris Lane, Don Byas, Bull Moose Jackson, Cecil Payne, Ivory Joe Hunter, als Studiomusiker bei King Records mit Lonnie Johnson, Wynonie Harris und Eddie „Cleanhead“ Vinson. 1949 war er Mitglied des Hal Singer Sextette, dessen R&B-Nummer „Cornbread“ 19 Wochen in den Billboard-R&B-Charts (bis auf Platz 2) war.
In den 1950er-Jahren spielte Skeete u. a. mit Eddie „Lockjaw“ Davis, Wild Bill Moore, Bud Powell (Birdland 1953), Max Roach, Red Allen, Charlie Parker (The Washington Concerts, 1953), Hank Mobley und im Wynton Kelly Trio (Piano Interpretations, Blue Note 1951). Mit Lester Young trat er 1953 im New Yorker Birdland und im Bostoner Hi-Hat auf. 1959 gehörte er dem Mainstream Sextet um Harold Shorty Baker, Vic Dickenson, Jimmy Forrest und Jimmy Greene an. In den folgenden Jahren arbeitete er noch mit Red Allen, Bobby Hackett, Dick Wellstood, Earl Warren und Graham Stewart’s Gashouse Gang.
In den 1960er-Jahren arbeitete Skeete auch im Count Basie Orchestra, jedoch ohne an dessen Plattenaufnahmen mitzuwirken. Der Diskograf Tom Lord listet seine Beteiligung zwischen 1945 und 1975 an 43 Aufnahmesessions, zuletzt mit The Countsmen (Jazz of the Connecticut Traditional Jazz Club, u. a. mit Doc Cheatham, Benny Morton, Earl Warren, Buddy Tate und Dill Jones), mit denen er noch bis in die 1980er-Jahre wirkte.